# エリザベス・ロードン (モイラ伯爵夫人)

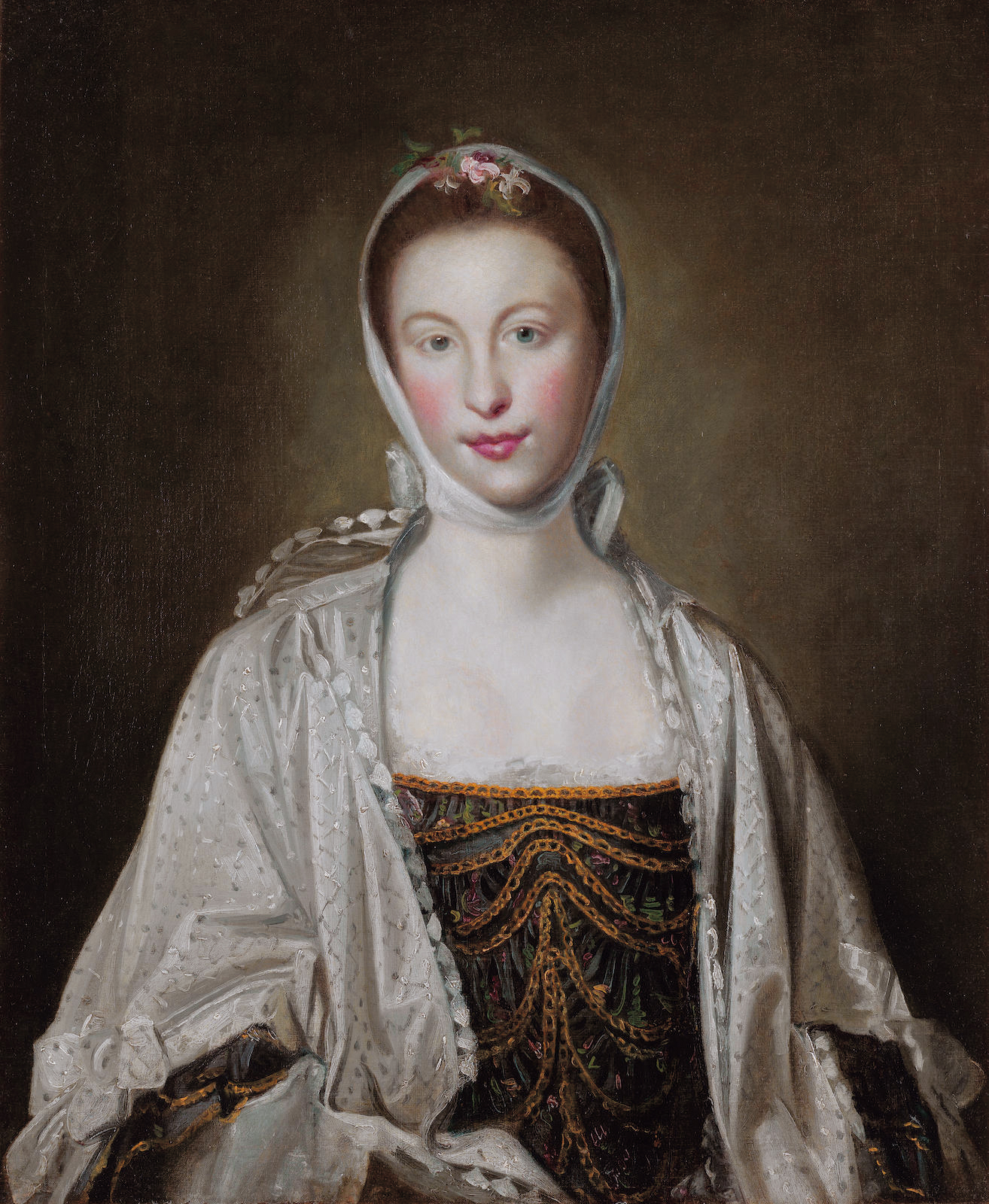
ジョシュア・レノルズによる肖像画。

モイラ伯爵夫人エリザベス・ロードン（英語: Elizabeth Rawdon, Countess of Moira、旧姓ヘイスティングズ（Hastings）、1731年3月23日 – 1808年4月11日）は、イギリスの貴族夫人。初代モイラ伯爵ジョン・ロードンの3人目の妻であり、自身も5つの男爵位を継承している。

## 生涯
第9代ハンティンドン伯爵セオフィラス・ヘイスティングズと妻セリナ（1707年8月12日 – 1791年6月17日、旧姓シャーリー、第2代フェラーズ伯爵ワシントン・シャーリーの娘）の娘として、1731年3月23日に生まれた。
1752年2月26日、初代ロードン男爵ジョン・ロードン（1720年3月17日 – 1793年6月20日、1762年に初代モイラ伯爵に叙爵）と結婚、3男3女をもうけた。エリザベス自身によると、結婚を許諾した理由は母との生活に不満だったためだという。
- アン・エリザベス（1753年5月16日 – 1813年1月8日） - 1788年2月15日、初代アイルズベリー伯爵トマス・ブルーデネル＝ブルースと結婚
- フランシス（1754年 – 1826年） - 初代ロードン男爵、第2代モイラ伯爵、初代ヘイスティングズ侯爵、第14代ヘイスティングズ男爵、第17代ハンガーフォード男爵、第17代バットリー男爵
- ジョン・セオフィラス（1756年11月19日 – 1808年） - 1792年、フランシス・スティーブンソン（Frances Stephenson、1795年没、ジョセフ・ウィリアム・ホール・スティーブンソンの娘）と結婚、1女エリザベス・アン（英語版）をもうけた
- セリナ・フランシス（1759年4月9日 – 1827年5月） - 1779年5月10日、第6代グラナード伯爵ジョージ・フォーブズ（英語版）と結婚、子供あり
- ジョージ（1761年1月9日 – ?）
- シャーロット・アデレード・コンスタンシア（Charlotte Adelaide Constantia、1769年 – 1834年） - 1814年、ハミルトン・フィッツジェラルド（Hamilton FitzGerald）と結婚

1760年に信仰を失ったこと（loss of faith）をジョン・ウェスレーに叱責されたこともあり、後年には宗教に対する敵意をあらわにした。
政界ではヘンリー・フラッドと親しかったほか、1770年にアイルランドの麻産業振興を目的とする舞踏会を主催し、600人以上の貴族やジェントリが参加した。1789年10月2日に兄フランシスが死去すると、ボトリー男爵位、ハンガーフォード男爵位、ド・モリンズ男爵位、ヘイスティングズ・ド・ヘイスティングズ男爵位、ヘイスティングズ・ド・ハンガーフォード男爵位を継承した。1798年アイルランド反乱にあたり、アイルランド総督の第2代カムデン伯爵ジョン・プラットとアイルランド担当大臣のカースルレー子爵ロバート・ステュアートに手紙を書いて政府の強圧政策を批判、息子フランシスがアイルランド貴族院で陸軍批判演説を行うために資料を提供した。反乱を起こしたユナイテッド・アイリッシュメン協会の指導者の多くがエリザベスを訪れたという。
好古家でもあり、夫に王立アイルランドアカデミーの創立会員になるよう勧め、自身も1783年にロンドン考古協会の『考古学』（Archaeologia）に寄稿した。ダブリンの文学界の有名人であり、モイラ伯爵家の邸宅であるモイラ・ハウス（Moira House）は「天賦の才を備えた人の集まり場」（the gathering place of people of genius）と形容された。エリザベス自身もマリア・エッジワースの作品における登場人物の原型になった。
1808年4月11日にダブリンのモイラ・ハウス（Moira House）で死去、ダウン県モイラで埋葬された。息子フランシスが爵位を継承した。